# St. Mariä Namen (Köln)

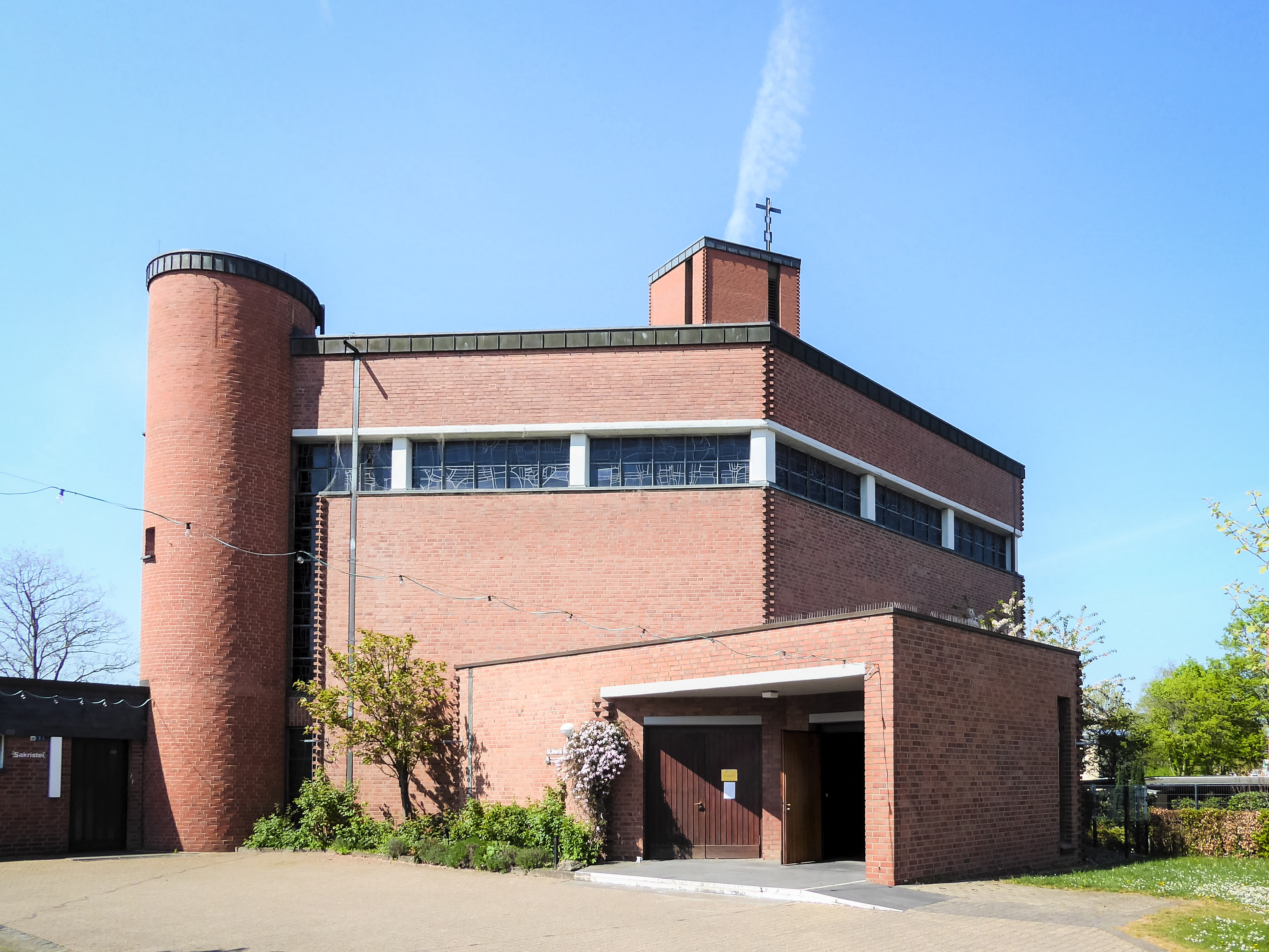
Außenansicht von Westen zum Eingangsbereich

St. Mariä Namen ist eine katholische Pfarrkirche im Kölner Stadtteil Esch, die in den Jahren 1967 bis 1968 nach Plänen des Architekten Hans Schilling erbaut und im September 1968 geweiht wurde. Die Kirche ist nach dem Festtag Mariä Namen benannt und seit 1982 denkmalgeschützt.

## Vorgeschichte
Mit der Dorferweiterung von Esch reichte in den 1960er Jahren die vorhandene romanische Martinuskirche räumlich nicht mehr aus für die wachsende Gemeinde, so dass 1966 der Architekt Schilling mit der Planung eines Neubaus mit Sakristei und dem Pfarrhaus auf einem separaten Grundstück beauftragt wurde. Nach dem ersten Spatenstich am 9. April 1967 wurde am 4. Juni des Jahres der Grundstein gelegt und am 11. September das Richtfest gefeiert.

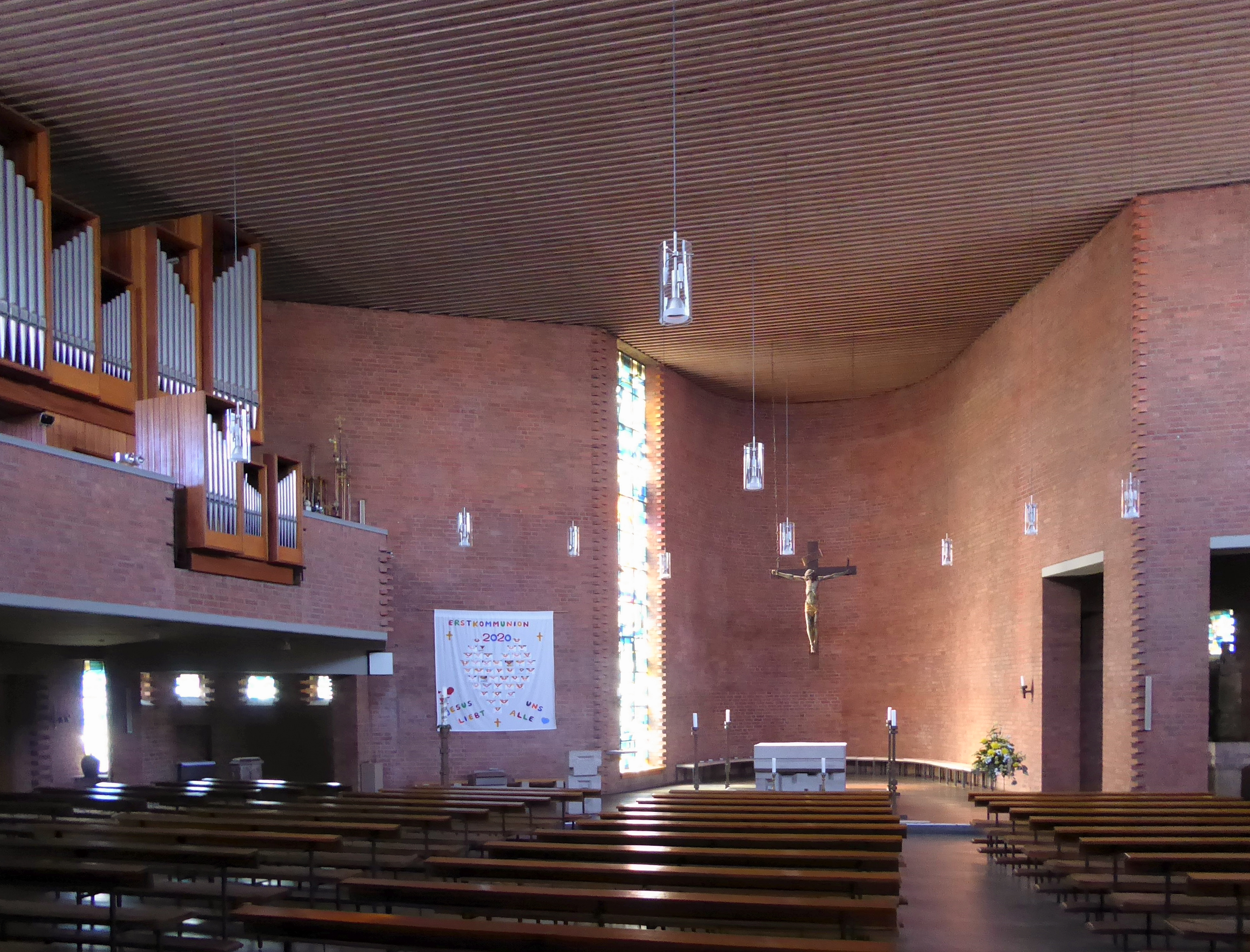
Innenansicht zum Chor hin

Ausgestattet mit den wesentlichen liturgischen Objekten, wurde die Kirche am 21. September 1968 geweiht. Der Landschaftsarchitekt Gottfried Kühn gestaltete 1970 den Außenbereich, und in den Folgejahren wurde die Ausstattung durch Fenster (1969 bis 1971) sowie eine neue Orgel (1973) ergänzt. Des Weiteren kam ein Teil der Ausstattung aus der alten Kirche hinzu. Im Jahr 1990 wurde ein Turmkreuz montiert.
Bereits kurz nach der Fertigstellung traten Baumängel zutage, die über Jahre hinweg beseitigt werden mussten. Auch die Fenster erlitten vier Jahre nach Fertigstellung massive Schäden durch Vandalismus, so dass Schutzgitter angebracht wurden.
Am 18. Januar 1982 wurde St. Mariä Namen unter der Nummer 923 in die Denkmalliste der Stadt Köln aufgenommen.

## Baubeschreibung

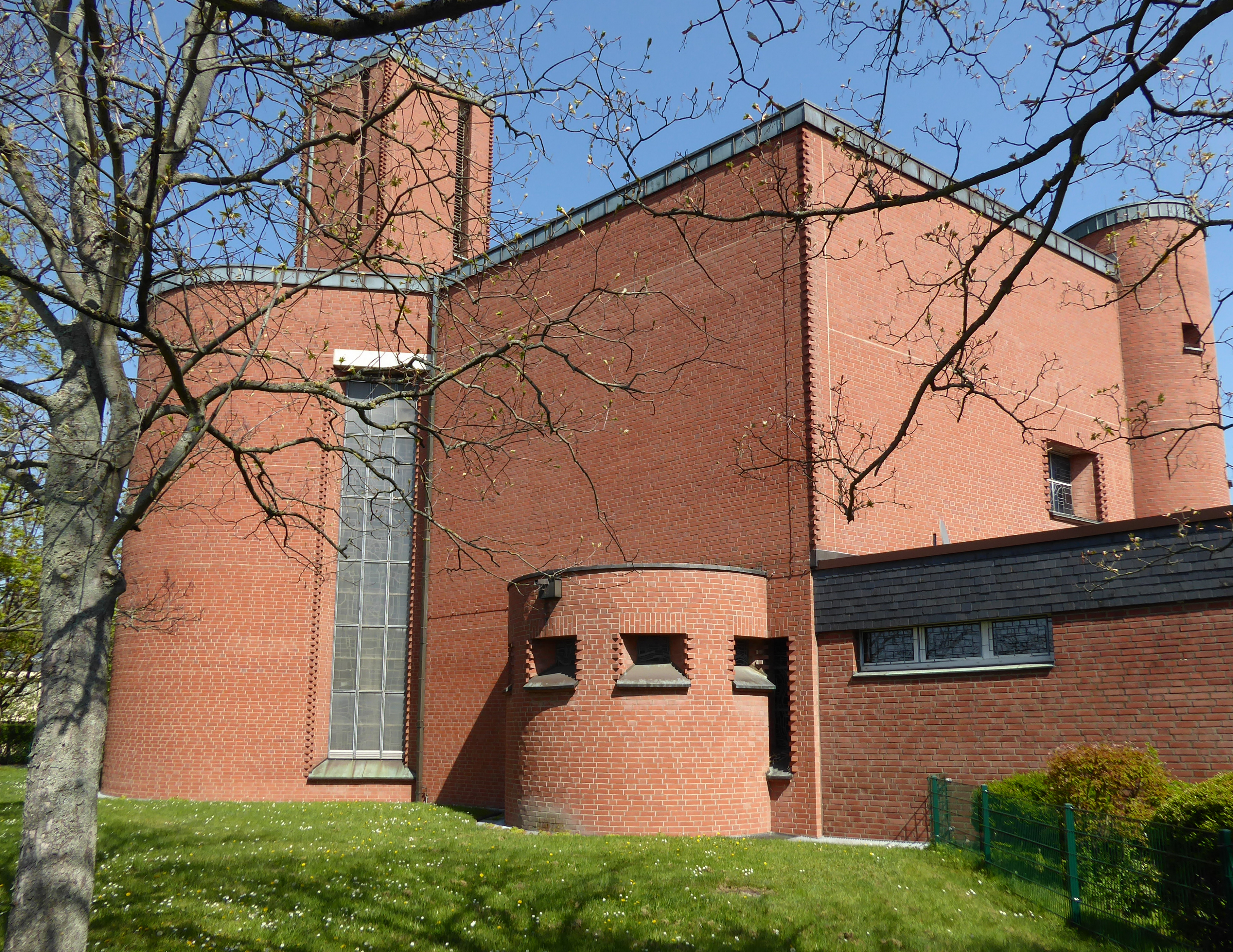
Ansicht von Südosten auf ausgewölbte Altarkonche und Taufkapelle

Die Kirche steht leicht erhöht auf einem begrünten Grundstück zusammen mit weiteren Pfarrbauten. An einen ungleichmäßig polygonalen Grundriss mit parabelförmiger Konche – ähnlich einer Apsis – sind zwei Hochbauten angesetzt: ein höherer fünfeckiger Glockenturm sowie ein zylindrischer Treppenturm, der die Traufkante des flach gedeckten Ziegelbaus nur knapp überragt. Der trapezförmige Eingangstrakt ist ebenso eingeschossig wie die umgebenden Bauten. Eine weitere eingeschossige Ausbuchtung bildet die niedrige, seitlich vom Chor angeordnete Taufkapelle, die auf kreisförmigem Grundriss in den Hauptraum eingreift.
Auch die Wände des Innenraums sind vollständig in unverputzte Ziegelmauerwerk ausgeführt. Der Boden senkt sich zu der raumhohen parabelförmigen Chornische und dem erhöhten Altarbereich leicht ab. Linkerhand ist eine Orgel- und Chorempore in den Raum der Gemeinde hineingespannt. Darunter führt links vom Chor der Weg in die Taufkapelle. Das Erdgeschoss des fünfeckigen Turms beherbergt rechts vom Chor die Sakramentskapelle mit dem Tabernakel. So stehen architektonisch die liturgischen Elemente Taufe, Altar und Tabernakel als Raumelemente auf einer – quer zur Raumachse verlaufenden – Linie. Beichtstühle und Marienkapelle liegen sich an den Seitenwänden gegenüber in weiteren halbrunden Mauernischen. Die Belichtung des Raums erfolgt über horizontale und vertikale Fensterbänder.

## Ausstattung

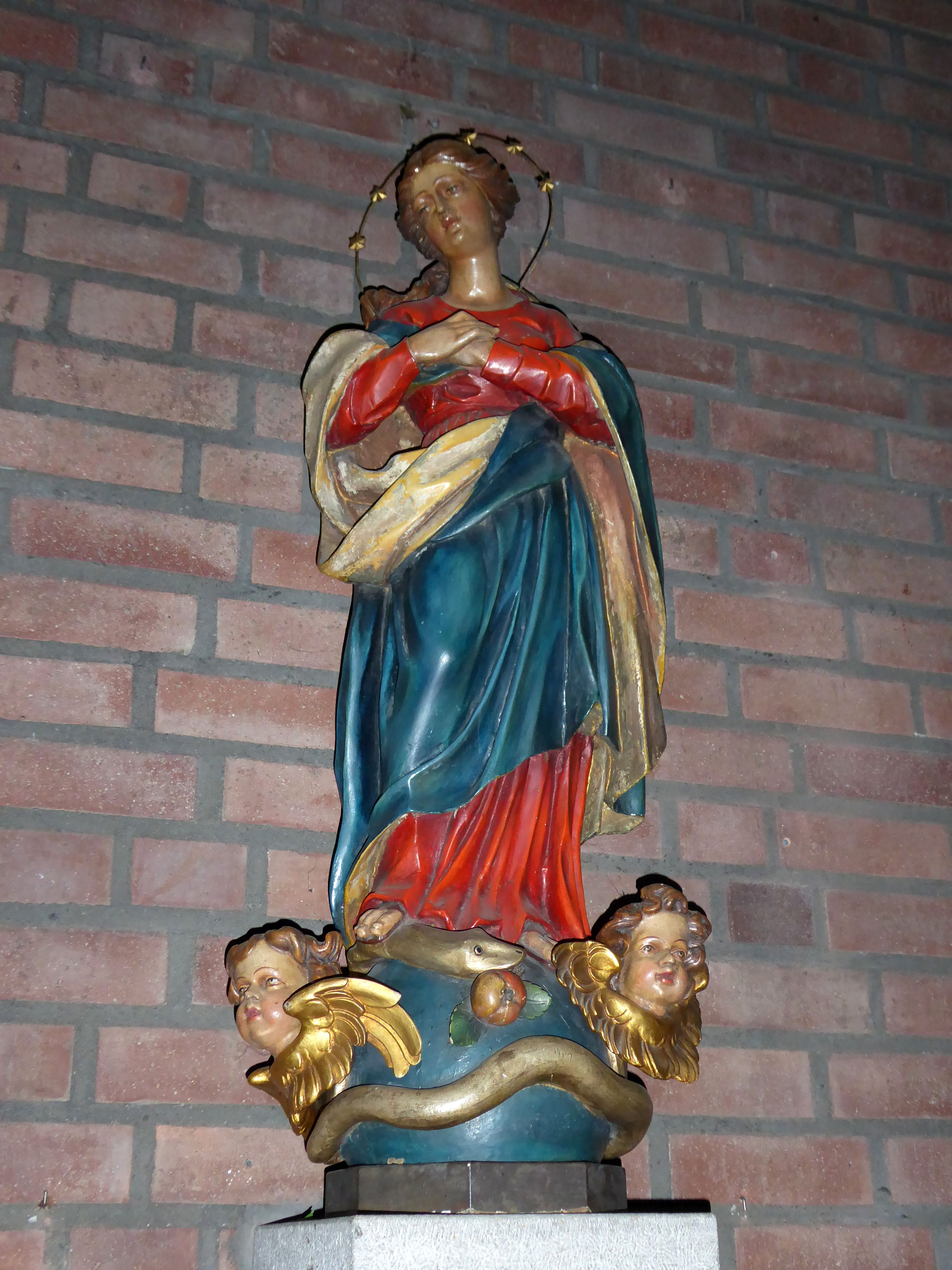
Barocke Madonnenstatue

Aus der alten Martinuskirche stammt das barocke, ehemalige Hochaltarbild, das den dortigen Kirchenpatron Martin von Tours darstellt. Das Gemälde wurde um 1980 „in desolatem Zustand“ auf dem Dachboden des ehemaligen Pfarrhauses gefunden und restauriert. Es zeigt neben dem Heiligen am Bildrand auch eine Darstellung der Escher Kirche zur Barockzeit. Eine barocke, farbig gefasste Madonnenstatue war früher in einer Mauernische eines nicht mehr existenten Spritzenhäuschens (Ecke Auweiler Straße/Fronhofstraße) untergebracht.
Ebenfalls ein Ausstattungsstück aus der alten Kirche ist der neugotische Taufstein.
Neu für die Kirche schuf Walter Prinz 1969 den Altar, Ambo sowie die Tabernakelstele und die Sedilien, 1990 zusätzlich die Turmbekrönung. Wilhelm Strauß gestaltete die Fenster in abstrakter Komposition.
Die Orgel, dessen Prospekt vom Architekten Schilling selbst entworfen wurde, fertigte 1973 Gebrüder Hillebrand Orgelbau. Sie wurde 2014/2015 von Orgelbau Schulte saniert und überarbeitet.
Das dreistimmige Geläut der Glockengießerei Petit & Gebr. Edelbrock aus dem Jahr 1969 hat die Schlagtöne sind ges1–as1–ces1.